# Karai (Chopjor)
Der Karai (russisch Карай, im Oberlauf Mokry Karai (Мокрый Карай)) ist ein rechter Nebenfluss des Chopjor in der russischen Oblast Saratow.
Der Karai entspringt in der Oka-Don-Ebene. Er durchfließt im Oberlauf als Mokry Karai im Nordwesten der Oblast Saratow, streckenweise entlang der Grenze zur Oblast Tambow, eine Hügellandschaft in südlicher Richtung und trifft nach 139 km rechtsseitig auf den Chopjor. Das Einzugsgebiet des Karai umfasst 2680 km². Der Fluss wird hauptsächlich von der Schneeschmelze gespeist. Der mittlere Abfluss (MQ) 16 km oberhalb der Mündung beträgt 6,3 m³/s. Das Wasser des Karai wird zur Bewässerung genutzt. Kurz vor der Mündung passiert der Karai das Rajonverwaltungszentrum Romanowka.